# Shadow Hearts: Covenant
Pour les articles homonymes, voir Covenant.
Shadow Hearts: Covenant (Shadow Hearts II au Japon) est un jeu vidéo de rôle de 2004, développé par Nautilus (en) et édité par Aruze sur PlayStation 2.

## Synopsis
En 1915, un an après le début de la première Guerre mondiale, le village français de Domrémy resiste encore à l'invasion allemande. Un démon surpuissant ravage les troupes. Avec l'aide d'un exorciste, la belle Karin Koenig doit terrasser la bête.

## Système de jeu
Semblable à celui de Shadow Hearts, il s'affirme et se complexifie dans ce second opus. La magie des personnages dépend des écussons qu'on leur équipe, ils ont tous un pouvoir spécial (comme la Fusion pour Yuri) et peuvent faire des combos : après avoir attaqué, un personnage peut donner la main à un de ses alliés pour continuer l'attaque. Ces combos peuvent s'achever par de grosses attaques magiques.
La roue du jugement et les SP sont toujours présents. Le cimetière de l'esprit de Yuri, dans lequel on peut récupérer les différentes fusions, a légèrement changé.

## Personnages
Yuri Hyuga : jeune homme russo-japonais connu sous le surnom de « Tueur de Dieu » depuis la fin de la précédente histoire ; après la mort d'Alice et vivant dans son souvenir, il trouve refuge dans un village français qu'il protège contre les armées allemandes, jusqu'à l'arrivée de Karin ; il se bat à l'aide de griffes de poings et fusionne en divers démons.
Karin Koenig : jeune allemande, lieutenant de l'armée impériale ; elle a reçu l'ordre d'attaquer le village de Domrémy que la rumeur dit protégé par un démon ; elle accompagne aussi Nicolai qui désire ouvrir un passage vers le monde des monstres ; elle finit par tomber amoureuse de Yuri ; elle a des talents d'escrimeuse.
Blanca : loup blanc très intelligent qui aide Yuri à protéger le village ; il a des pouvoirs liés aux esprits.
Gepetto et sa poupée Cornelia : marionnettiste parisien très connu, il possède des attaques combinées avec sa poupée qui, grâce aux différentes robes qu'elle peut porter, apprend au fil du jeu de puissantes magies élémentales.
Joachim Valentine : grand frère de Keith Valentine et lutteur professionnel ; ce vampire se prend pour le Zorro du port français du Havre ; il se bat avec... de gros objets type tronc d'arbre et possède la faculté de se transformer en chauve-souris et en héros masqué ; enfin quelqu'un qui peut vraiment rivaliser avec la bêtise de Yuri !
Lucia : voyante et danseuse italienne, elle maîtrise les tarots et les essences naturelles, et se bat à l'aide d'un éventail très tranchant.
Princesse Anastasia : princesse russe plutôt casse-pied et au caractère bien trempé ; elle soupçonne Raspoutine de comploter dans le dos de son père et veut trouver une preuve de sa culpabilité ; elle possède un appareil photo avec d'étonnants pouvoirs.
Kurando : jeune japonais, cousin de Yuri ; il possède lui aussi le pouvoir de fusion mais à moindre échelle, et se bat à l'aide d'un katana.

## Doublage

### Voix Anglaises
- Joey Capps - Yuri Hyuga
- Jennifer Jean - Karin Koenig, Carla
- Amos Nandy - Gepetto, Roger Bacon
- Francis C. Cole - Joachim Valentine, Albert Simon
- Jennifer Sekiguchi - Princesse Anastasia Romanov
- Ardwight Chamberlain - Nicholas 'Nicolaï' Conrad
- John Smallberries - Grégori Raspoutine
- Taylor Henry - Masaji Kato

## Réactions
- Revue de presse

Consoles + 15/20 • Famitsu 32/40 • GameSpot 8.6/10 • IGN 9.1/10 • Jeuxvideo.com 16/20 • Joypad 8/10